# Anisodes vuha
Anisodes vuha är en fjärilsart som beskrevs av William Schaus 1929. Anisodes vuha ingår i släktet Anisodes och familjen mätare. Inga underarter finns listade i Catalogue of Life.